# جائحة فيروس كورونا في تايلاند
ثَبُت وصول جائحة كوفيد-19 إلى تايلاند في 13 يناير 2020، عندما أعلنت البلاد عن أول حالة مؤكدة خارج الصين. كشفت عمليات المراقبة بين المسافرين القادمين عن عدد قليل من الحالات خلال شهر يناير، جميعهم تقريبًا كانوا إما زائرين أو مقيمين عائدين من الصين. أُكِّدت أول حالة عدوى محلية مُبلغ عنها في 31 يناير. بقي عدد الحالات منخفضًا طوال فبراير، مع تأكيد أربعين حالة بنهاية الشهر. شهدت الحالات زيادة حادة في منتصف مارس، وهو ما يُعزى إلى عدة تجمعات مُعدية، حدث أكبرها في ضمن إحدى نزالات فن موياي تاي القتالي في ملعب لومبيني للملاكمة في 6 مارس. ارتفعت حصيلة الحالات المؤكدة إلى أكثر من مئة حالة يوميًا على مدار الأسبوع التالي، وصدر أمر بإغلاق الأماكن العامة والمؤسسات التجارية في بانكوك والعديد من المقاطعات الأخرى. أعلن رئيس الوزراء برايوت تشان أوتشا حالة الطوارئ وأصبحت سارية المفعول في 26 مارس. فُرِض حظر التجول بدءًا من ليلة 3 أبريل 2020.
كانت استجابة الحكومة التايلاندية لتفشي الوباء مبنية في البداية على المراقبة وتقصي مخالطي المرضى وفقا لنموذج الاستجابة ثلاثي المراحل الذي تبنته إدارة مراقبة الأمراض التابعة لوزارة الصحة العامة. نُفِّذت تدابير الكشف عن الأعراض وفحص درجات الحرارة لتحريّ فيروس كورونا في المطارات الدولية، وكذلك في المستشفيات للمرضى الذين لديهم قصة سفر أو مخالطة مرضى. أُجرِيت الاستقصاءات استجابةً لتفشّي التجمعات. وقد شدَّد التعليم العام على المراقبة الذاتية للمجموعات المعرضة للخطر، والتقيد بقواعد النظافة (وخاصة غسل الأيدي)، وتجنب الحشود (أو ارتداء الأقنعة في حال لم يكن تجنبها ممكنًا). رغم تشجيع السكان العائدين من البلدان المعرضة للخطر الشديد على الحجر الصحي الذاتي، لم يتم الإعلان عن قيود السفر حتى 5 مارس، بعدما صُنفت أربعة بلدان على أنها «مناطق مصابة بالمرض» وعلى المسافرين القادمين منها أن يخضعوا للحجر الصحي، في حين يتم وضع القادمين من بلدان أخرى عالية الخطورة تحت المراقبة. أُعلِن عن قيود أخرى في 19 مارس، إذ تتطلب الأمر شهادة طبية للقادمين الدوليين، وكذلك التأمين الصحي للأجانب.
تعرضت الحكومة لانتقادات حادة بجوانب مختلفة من استجابتها للأزمة. في أوائل فبراير، أصدرت الحكومة ضوابط على أسعار الأقنعة الطبية وتدخلت في توزيعها استجابة للمخاوف بشأن تكديسها والتلاعب في الأسعار. فشلت الخطوة في منع حصول النقص في المستشفيات، وأضحت فضيحة فساد ملموسة واختلاس الإمدادات. استهدف النقد أيضًا سياسة الحكومة المتضاربة حول متطلبات السفر والحجر الصحي الدولية، والتردد والتباطؤ في العمل، وضعف التواصل — إذ قُدِّمت إعلانات رسمية كثيرة للجمهور، وسرعان ما كان يتم التراجع عنها أو معارضتها من قِبل وحدات حكومية أخرى، ثم تُغير فيما بعد. دفع الإغلاق المفاجئ لأعمال بانكوك عشرات الآلاف من العمال إلى السفر إلى بلادهم، والمجازفة بتفشي الفيروس أكثر ما عكَسَ فشل الوكالات في تنسيق استجابة موحدة.

## الخلفية
في 12 يناير، أكدت منظمة الصحة العالمية أن فيروس كورونا المستجد هو السبب لمرض تنفسي لدى مجموعة من الناس في مدينة ووهان بمقاطعة خوبي، الصين، والتي كانت قد لفتت انتباه منظمة الصحة العالمية في 31 ديسمبر 2019 في البداية.
وعلى عكس فيروس السارس عام 2003، فإن معدل الوفيّات جرّاء الإصابة بمرض كوفيد-19 كان أقل بكثير مما كان عليه في السارس، ولكن معدل انتقال المرض كان أكبر بكثير، مع عدد كبير من الوفيات.

## الخط الزمني

### يناير
في 13 يناير، أعلنت وزارة الصحة العامة أول حالة مؤكدة، وهي امرأة صينية تبلغ من العمر 61 عامًا، وهي من سكان ووهان. لم يسبق لها زيارة سوق ووهان للمأكولات البحرية، لكن لوحظ أنها ذهبت إلى أسواق أخرى. بدت عليها أعراض كألم في الحلق وحمى ونوافض وصداع في 5 يناير، وسافرت بالطائرة مباشرة مع عائلتها ومجموعة سيّاح من ووهان إلى مطار سوفارنابومي الدولي في 8 يناير، حيث تم الكشف عنها باستخدام المراقبة الحرارية ثم أُدخِلت المستشفى. بعد أربعة أيام، تبيَّن إصابتها بالفيروس.
أما الحالة الثانية لتايلاند فقد حدثت لدى امرأة تبلغ من العمر 74 عًاما وصلت إلى بانكوك في رحلة جوية من ووهان في 17 يناير. في 21 يناير، أبلغ مستشفى ناكورنبينغ عن حالة مشتبهة لمريض شاب يبلغ من العمر 18 عامًا وصل إلى تشيانغ مي من ووهان بحمى شديدة؛ وقد أُرسِلت عينات الدم الخاصة به إلى مستشفى الملك شولالونغكورن التذكاري في بانكوك لإجراء المزيد من التحاليل. تحسنت حالته وفقًا لبيان رسمي أصدره مستشفى ماهاراج ناكورن تشيانغ مي في 31 يناير.
في 22 يناير، أعلنت وزارة الصحة عن حالتين إضافيتين مؤكدتين. الحالة الثالثة كانت رجلَا يبلغ من العمر 68 عامَا، وهو سائح صيني كما الحالات السابقة. أمّا الحالة الرابعة فكانت الحالة الأولى لمواطن تايلاندي; امرأة تبلغ من العمر 73 عامًا وصلت من ووهان وأُدخِلت مستشفى ناخون باتوم في مقاطعة ناخون باتوم.
جرى تأكيد الحالة الخامسة في 24 يناير، وهي حالة مرتبطة بامرأة صينية تبلغ من العمر 33 عامًا قادمة من ووهان مع ابنتها البالغة من العمر 7 سنوات التي لم تكن مصابة. وقد اعترفت بإصابتها بنفسها في مستشفى رجويثي، بعد ثلاثة أيام من وصولها إلى بانكوك في 21 يناير.
في 25 يناير، أفادت حكومة مقاطعة هواهين في مقاطعة براتشوب خيري خان عن حالة لمريضة صينية تبلغ من العمر 73 عامًا كانت قد وصلت من ووهان منذ 19 يناير قبل أن تدخل مستشفى خاص في هواهين في 23 يناير. كانت نتيجة اختبار الأولية لعينة الدم إيجابية، ومع ذلك، انتظرت السلطات نتائج من مختبر آخر للتأكيد.
في 26 يناير، صرّحت وزارة الصحة العامة التايلندية عن تأكيد ثماني حالات، منها حالة واحدة من هواهين. جميعهم كانوا صينيين، باستثناء امرأة من ناخون باتوم. وقد جرى تخريج المرضى الخمسة الأُوَل.
أُكِّدت ست حالات أخرى في 28 يناير، منها خمس حالات من نفس الأسرة في ووهان وأخرى من تشونغتشينغ. بدأت تايلاند أخذ مسحات من كافّة المسافرين من الصين.
في 31 يناير، أُبلِغ عن خمس حالات إضافية، وبذلك بلغ العدد التراكمي للحالات المؤكدة 19 حالة. كان أحدهم سائق سيارة أجرة محلي لم يكن لديه سوابق سفر إلى الصين، وبالتالي فقد اشتبه بإصابته بالعدوى من أحد السياح الصينيين، لتصبح بذلك أول حالة انتقال فيروس من إنسان إلى إنسان داخل البلاد. وقد أُبلِغ أن سائق سيارة الأجرة قد اختلط بثلاثة عشر شخصًا آخر على الأقل، معظمهم من أفراد أسرته، قبل أن يطلب العلاج. أما الحالات الأخرى فهي من المواطنين الصينيين.

### فبراير
في 2 فبراير، أعلن الأطباء في مشفى راجافيثي في بانكوك عن نجاحهم في علاج الحالات الشديدة من كوفيد-19 باستخدام مزيج من أدوية الزكام (أوسيلتاميفير) و«إتش آي في» (لوبينافير وريتونافير)، مع نتائج أولية تظهر تحسنًا كبيرًا بعد 48 ساعة من تطبيق العلاج. ومع ذلك، ما يزال من المبكر تأكيد إمكانية تطبيق هذا النهج على جميع الحالات.
في 4 فبراير، أرسلت الحكومة التايلاندية طائرة من شركة طيران آسيا في تايلاند من أجل إعادة 138 من مواطنيها العالقين في ووهان عقب الإغلاق التام، إذ هبطت في مطار يو تاباو الدولي في الساعة 7:00 مساءً حسب التوقيت المحلي. شمل المواطنون الذين قامت بإجلائهم ستة أشخاص أُحيلوا إلى المشفى بدرجات حرارة عالية، بينما نُقل الباقون فيما بعد إلى قاعدة ساتاهيب البحرية كي يخضعوا إلى الحجر الصحي لمدة أسبوعين. لم تجلِ الحكومة ثلاثة مواطنين، وهم طالبان مصابان بحمى شديدة وآخر يحمل تأشيرة منتهية الصلاحية. في نفس اليوم، أبلغت تايلاند عن ست حالات أخرى، بما في ذلك زوجان تايلانديان قادمان لتوهما من اليابان؛ ولم يتضح إذا ما أُصيبا أثناء السفر أم بعد العودة إلى تايلاند. وردت حالتان جديدتان أيضًا في السائقين الذين نقلوا الركاب الصينيين.
في 8 فبراير، وردت ست حالات جديدة بما في ذلك صينيان، وراكب على متن رحلة الإجلاء منذ أربعة أيام مضت وتايلانديان آخران خالطا السياح. رفعت هذه الحالات الست العدد الكلي للحالات المؤكدة إلى 32 حالة.
في 11 فبراير، وردت حالة جديدة أخرى ما رفع العدد الكلي إلى 33 حالة.
في 15 فبراير، وردت الحالة الرابعة والثلاثون لدى امرأة تايلاندية تعمل في مشفى خاص، ما يعني ظهور العدوى الأولى لدى العاملين الطبيين. أظهرت التحقيقات عدم ارتدائها لقناع الوجه والسترة الواقية عند علاج المرضى. زعمت العديد من التقارير السابقة زورًا أنها عملت في مؤسسة بامراسنارادورا، إذ نفت «إم أو بّي إتش» هذه الادعاءات لاحقًا ووضحتها.
بعد 8 أيام خالية من الحالات الجديدة، وردت حالتان في 24 فبراير، ما رفع العدد الكلي إلى 37 حالة. بعد يومين، ارتفع عدد الحالات المؤكدة إلى 40 حالة، اثنتان منها لمواطنين تايلانديين قادمين مؤخًرا من اليابان. نقل زوجان مسنان، عائدان لتوهما من هوكايدو، الفيروس إلى حفيدهما البالغ من العمر 8 سنوات في المنزل قبل التماسهما العلاج. خضع 101 شخص عالي الخطورة من الأشخاص الذين كانوا على اتصال مع الزوجين للفحص من أجل الفيروس، بمن فيهم أعضاء المجموعة السياحية، وأفراد الأسرة، والركاب في رحلة العودة والعاملين الطبيين وزملاء الحفيد في المدرسة؛ ظهرت 97 حالة سلبية بينما تنتظر 4 منها التأكيد. انتقد وزير الصحة العامة أنوتين تشارنفير الجد لرفضه الكشف عن تاريخ سفره عند استجوابه من قبل الأطباء، إذ كان من الممكن تحوله إلى ناقل عدوى فائق.
في 29 فبراير، وردت حالة جديدة، ما رفع العدد الكلي إلى 42. كانت نتيجة اختبار رجل مبيعات يبلغ 21 عامًا إيجابية لفيروس سارس-كوف-2، إذ حتمت عليه وظيفته التعرض للمسافرين الأجانب.

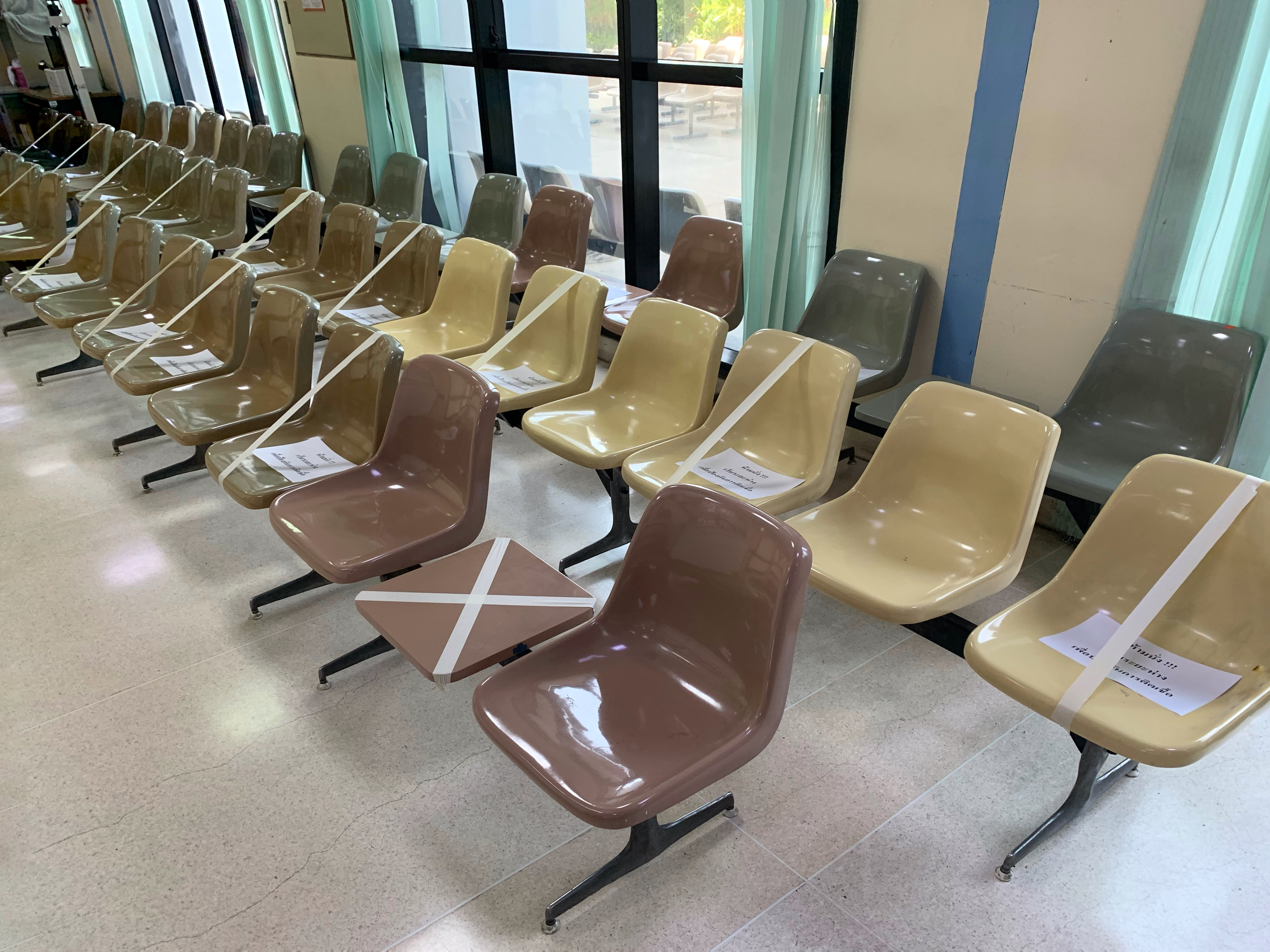
إجراء تباعد اجتماعي عبر تحديد المقاعد في مشفى الملك شولالونغكورن التذكاري في بانكوك

### مارس
في 1 مارس، أبلغت «إم أو بّي إتش» عن حالة الوفيات الأولى في تايلاند، إذ تعود إلى تايلاندي يبلغ 35 عامًا شُخصت إصابته الأولى بحمى الضنك في مشفى خاص في أواخر يناير. نُقل في وقت لاحق بعد ظهور نتيجته الإيجابية لكوفيد-19 إلى مؤسسة بامراسنارادورا في 5 فبراير، حيث تلقى العلاج وتعافى بشكل كامل من الفيروس بحلول 16 فبراير. ومع ذلك، لم يكن بالإمكان شفاء الضرر الذي سببه الفيروس لرئتيه وتوفي نتيجة فشل الأعضاء المتعدد في 29 فبراير. تجري الوزارة في الوقت الحالي تحقيقات لمعرفة أي المرضين قد سبب الوفاة. في نفس اليوم، أصدرت كينغ باور بيانًا تعرف فيه الرجل المتوفى كواحد من استشاري الشركة للمنتجات الشريكة في متجرها الفرعي سيفاري. أُغلق الفرع منذ اليوم الذي ظهرت فيه نتيجته الإيجابية للفيروس وخضع جميع الموظفين إلى الفحص من قبل مسؤولي الصحة.
في 22 مارس، أبلغت تايلاند عن 188 حالة جديدة، وهو أكبر ارتفاع يومي تشهده البلاد منذ ظهور الفيروس. ما زالت معظم هذه الحالات قيد الاختبار. في 24 مارس، وردت ثلاث وفيات جديدة، جميعها من المواطنين التايلانديين: ذكر يبلغ 70 عامًا مصاب بالسل، وذكر يبلغ 79 عامًا مرتبط بمجموعة ملعب لومبيني للملاكمة وذكر يبلغ 45 عامًا مصاب بالسكري. أُبلغ عن إصابة أربعة عاملين طبيين أيضًا بالفيروس بعد مخالطتهم المرضى الذين رفضوا الكشف عن تاريخ سفرهم عند التماسهم العلاج.

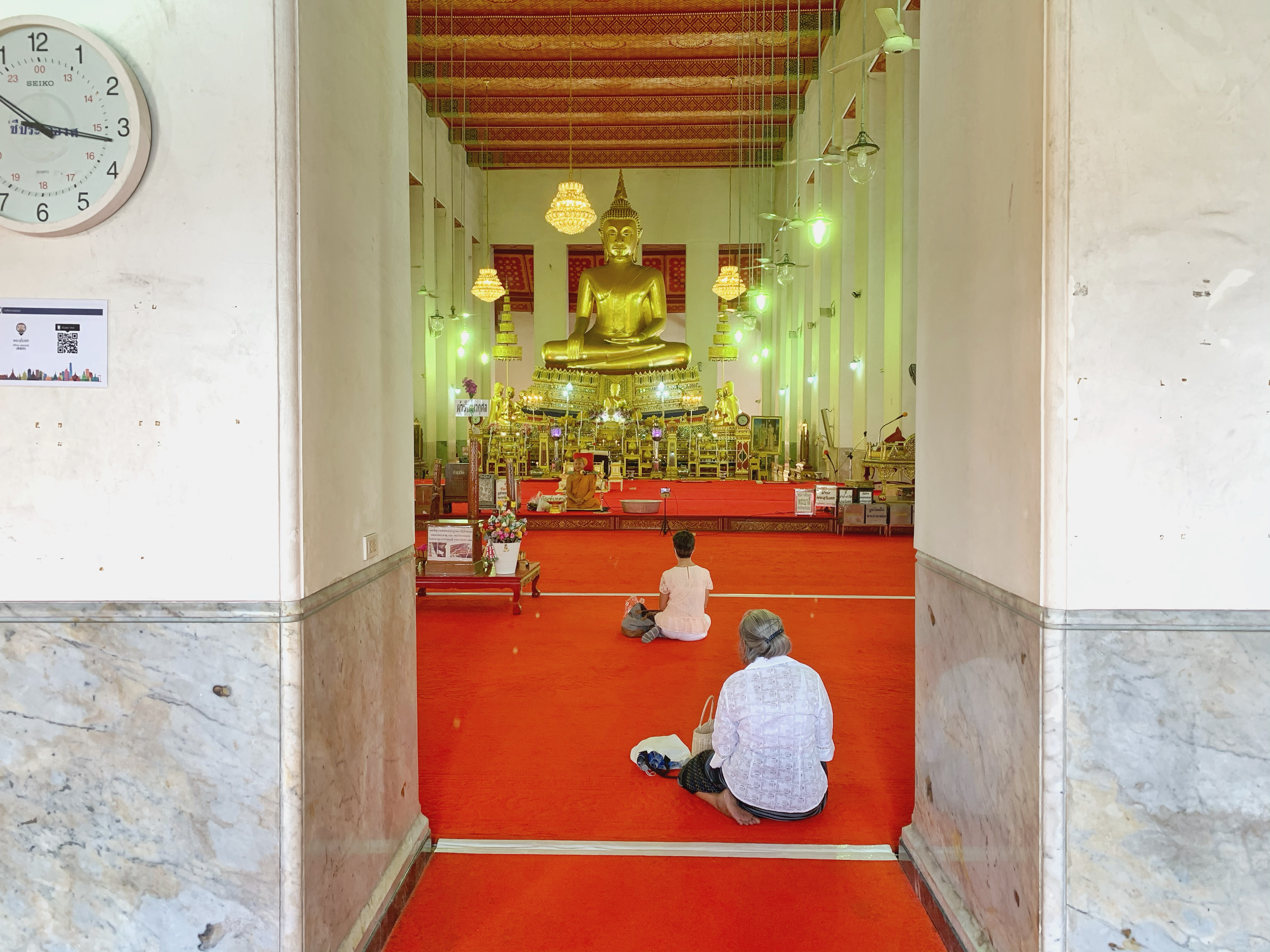
تنظيم المجتمعين البوذيين داخل وات ماهاثات يوراترانساريت في بانكوك من أجل الحفاظ على مسافة بين بعضهم البعض.

## استجابة الحكومة
أصدرت الحكومة أمرًا بحظر التجول اعتبارًا من 3 أبريل ما بين الساعة 10 مساءً و4 صباحًا كخطوة للحد من الانتشار. أصدرت الحكومة بالإضافة إلى ذلك حظر سفر يشمل جميع الأجانب القادمين إلى تايلاند. ألقت الحكومة القبض على بعض معارضيها إذ زعمت أنهم ينشرون معلومات مزيفة عن جائحة فيروس كورونا.

## الإجراءات الوقائية

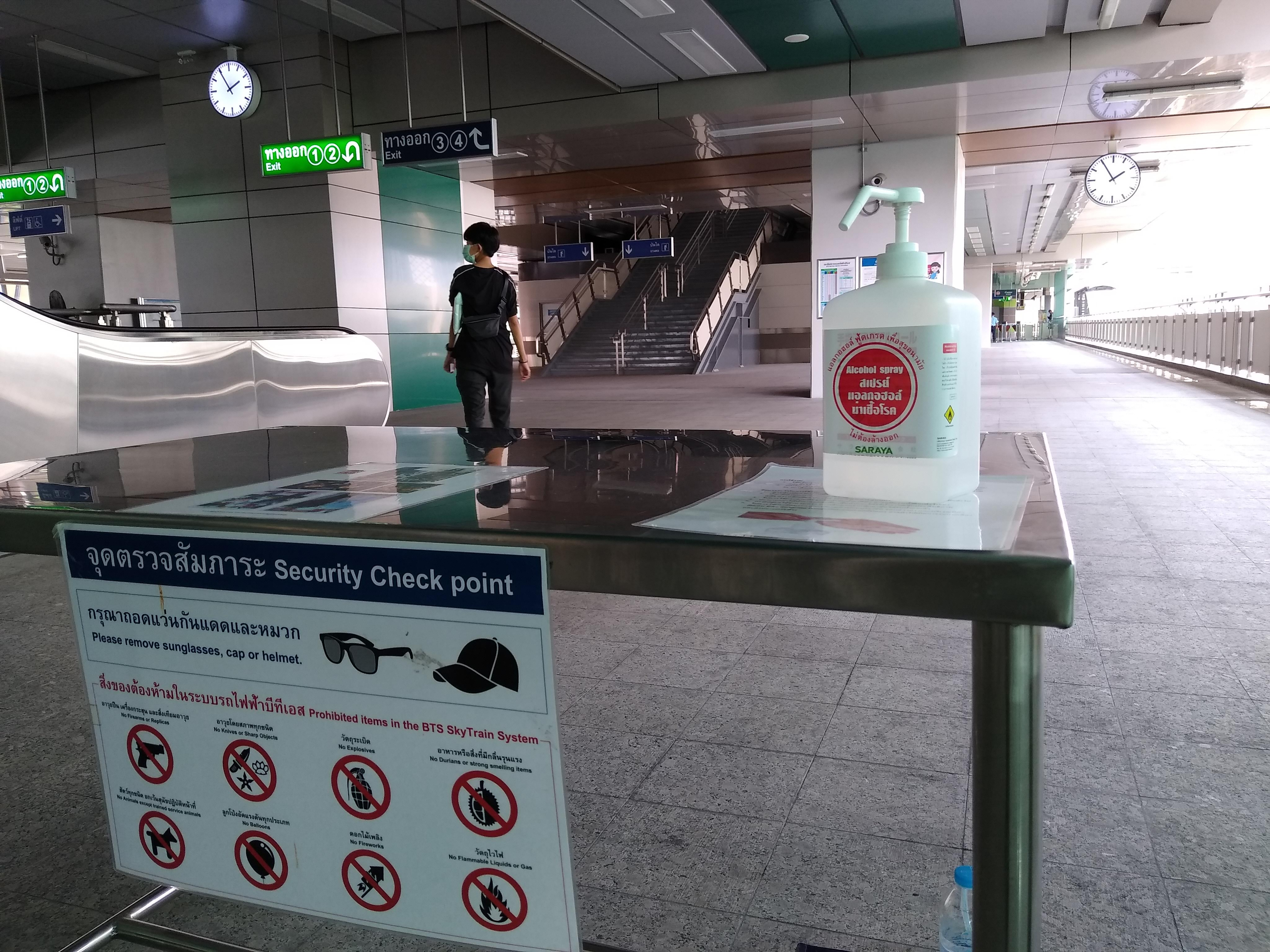
معقم يدين في محطة بي تي إس سكاي تراين في بانكوك للمسافرين لحماية أنفسهم من كوفيد-19

### القيود المفروضة على السفر
يُفحص المسافرون القادمون من الصين في ستة مطارات، بدءًا من تاريخ 3 يناير: مطار سوفارنابومي ومطار دون موينغ الدولي ومطار بوكيت الدولي ومطار شيانغ ماي الدولي ومطار كرابي الدولي مع إضافة مطار شيانغ راي الدولي في 24 يناير. عُثر على عدد من الحالات المشتبه بإصابتها.
في 11 فبراير، رفضت وزارة البحرية في البلاد السماح لسفينة إم إس ويستيردام التي تديرها شركة هولندية أمريكية بالدخول إلى الميناء. مُنعت السفينة من دخول الفلبين واليابان وكوريا الجنوبية وغوام بسبب مخاوف من تفشي كوفيد-19.
في 13 فبراير، رست سفينتان في ميناء محافظة بوكيت، وعلى عكس إم إس ويستيردام، سُمح للسفينتين بالدخول فقد خطط كلاهما للتوقف في تايلاند والمغادرة إلى سنغافورة بعد ذلك. أُجري فحص لجميع الركاب على متن الطائرة من قبل مسؤولي الصحة العامة قبل الحصول على إذن الدخول إلى الشاطئ.
في 17 فبراير، اجتمعت وزارة الشؤون الخارجية ووزارة الصحة العامة ومكتب الهجرة وقرروا عدم السماح بدخول جميع الأجانب من إم إس ويستيردام إلى البلاد. بلغ عدد الركاب الذين دخلوا إلى تايلاند قبل الحظر 95 شخصًا بينما نُقل 91 شخص إلى خارج البلاد.
في 18 فبراير، وسّعت السلطات الصحية إجراءات فحص كوفيد-19 لتشمل الزوار من اليابان وسنغافورة، وتعاملوا مع القادمين من هذه الدول بنفس الطريقة التي تعاملوا بها مع المسافرين على متن الرحلات من الصين. رفعت وزارة الصحة العامة من التدابير المتخذة ضد كوفيد-19 إلى المستوى 3. يجب أن يكون لكل مقاطعة مستشفى واحد على الأقل قادر على إجراء اختبارات كوفيد-19. يعمل قسم العلوم الطبية حاليًا على تطوير مجموعة من اختبارات الفيروسات التي ستوفر النتائج خلال خمس دقائق ومن المقرر أن تكون متاحة في غضون شهرين.
في 21 فبراير، أعلنت وزارة الصحة العامة عن معايير جديدة للفحوص المتبعة، مع مراقبة إضافية للزوار القادمين من هونغ كونغ وماكاو وكوريا الجنوبية وتايوان بالإضافة إلى الأشخاص المصابين بالتهاب الرئوي مجهول السبب ويعيشون في مقاطعات مثل: بانكوك وشيانغ ماي وشيانغ راي وتشون بوري وكرابي وفوكيت وبراشواب وساموت براكان، وقد اعتُبروا تلقائيًا أنهم مصابون بكوفيد-19.
في 3 أبريل، أمرت هيئة الطيران المدني في تايلاند بفرض حظر على جميع رحلات الركاب التي ستهبط في تايلاند من صباح 4 أبريل وحتى مساء 6 أبريل. في مساء 6 أبريل، مُدّد حظر الطيران حتى 18 أبريل، والآن حتى 30 أبريل.

#### القيود المفروضة على المسافرين من مناطق الخطر
حتى 22 مارس، حددت وزارة الصحة العامة نوعين من مجالات الخطر:

#### المناطق الخطرة المصابة بالمرض
تطالب هيئة الطيران المدني في تايلاند المسافرين من جميع البلدان بإظهار الشهادات الطبية الخاصة بهم قبل الصعود إلى رحلاتهم الجوية إلى تايلاند وبعد الوصول أيضًا إلى نقاط تفتيش الهجرة أو لن يُسمح لهم بالسفر. يجب أيضًا على المسافر البقاء في الحجر الصحي ضمن الأماكن التي تشرف عليها الحكومة لمدة 14 يومًا دون وجود أي استثناءات.

### لوائح التوريدات الطبية

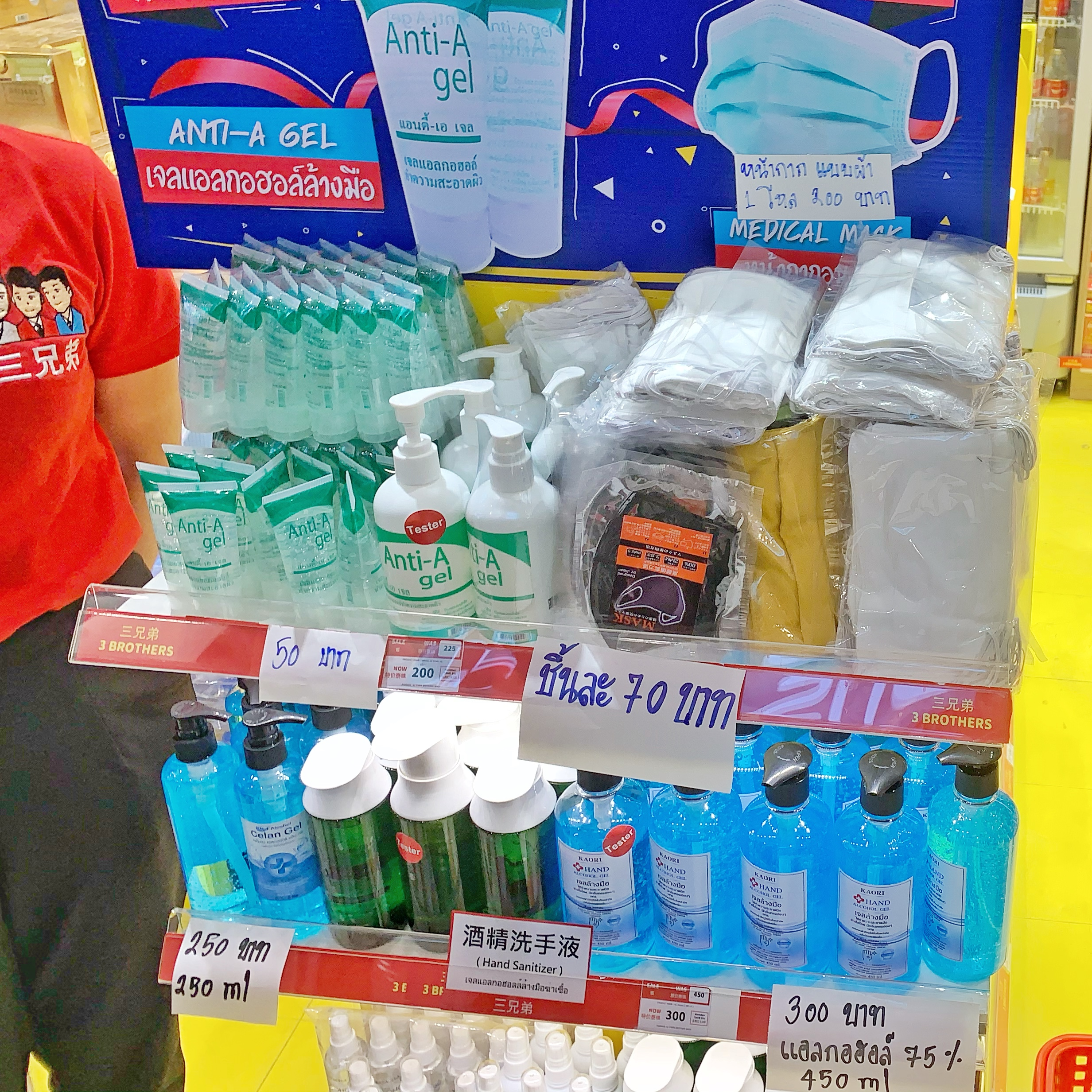
كشك في مركز تسوق في بانكوك يبيع الأقنعة الجراحية مقابل 70 ฿ للقطعة الواحدة، وهو رقم أعلى بنحو 70 مرة عما كان عليه قبل الجائحة

في 4 فبراير، أعلنت الحكومة أنها ستصنف أربعة منتجات، وهي: الأقنعة الجراحية والبولي بروبيلين ومعقم اليدين الكحولي وورق المراحيض، باعتبارها سلعًا خاضعة للرقابة بموجب قانون أسعار السلع والخدمات رقم 2542 (1999) بأمر من مجلس الوزراء.
في 6 فبراير، حذر رئيس الوزراء برايوت تشان أوتشا من أن تكديس الأقنعة الجراحية ومعقمات اليدين وتخفيض أسعارها يمكن أن يؤدي إلى عواقب قانونية.
في 12 مارس، شجع مسؤولو الصحة الناس على صنع أقنعة وجه قماشية في المنزل، مشيرين إلى أن الأقنعة القماشية يمكن أن تمنع القطيرات الأكبر من ميكرون واحد من الانتشار.

### إغلاق جزئي في بانكوك
في 21 مارس، أعلنت سلطات بانكوك سيتي هول إغلاقًا واسعًا لمختلف الأعمال التجارية. كشف محافظ بانكوك أسوين كوانموانغ بعد اجتماع مجلس المدينة أن مجلس الإدارة قد أصدر قرارًا ينص على إغلاق المؤسسات بموجب القسم 35 من قانون الأمراض المعدية رقم 2558 (2015)، وسيكون ساريًا لمدة 22 يومًا من تاريخ 22 مارس إلى 12 أبريل 2020. ثم مدده من 12 أبريل 2020 إلى 30 أبريل 2020. يُسمح فقط للمتاجر الكبرى والصيدليات والمطاعم الجاهزة بالبقاء مفتوحة في مراكز التسوق.

## الآثار

### الاقتصاد
أعلنت شركة طيران بانكوك عن خطة لخفض رواتب مسؤوليها التنفيذيين وخفض عدد الرحلات الجوية وإلغاء بعض المسارات؛ وإعطاء الموظفين إجازة دون أجر لمدة 10-30 يومًا بدءًا من 1 مارس بسبب الوضع الاقتصادي وتفشي كوفيد-19.

### التعليم
في 29 فبراير، أُلغي معرض تايلاند الوطني الثامن والثلاثين للكتاب ومعرض بانكوك الدولي الثامن عشر للكتاب في إمباكت، وتقررت إقامتهما عبر الإنترنت. بدأت جامعة شولالونغكورن وماهيدول، بعد تأكيد حالات كوفيد-19 بين طاقمها وهيئة الطلاب، بتعليق الفصول الدراسية في 16 مارس، واتخذت جامعة كاسيتسارت نفس الإجراءات الوقائية.

### الرياضة
تأجلت بطولة الملاكمة في شيانغ راي حتى إشعار آخر بسبب مخاوف من كوفيد-19.
في 1 مارس، قرر اتحاد كرة القدم في تايلاند أن جميع مباريات كرة القدم الاحترافية في الدوري التايلاندي: تي1 وتي2 وتي4 وتي4 ما بين 7 و31 مارس ستجري خلف أبواب مغلقة وستُبث الأحداث فقط. لكن في 4 مارس تغير القرار وتأجلت جميع المباريات التي تاريخها قبل 18 أبريل حتى إشعار آخر.
تأجل سباق الجائزة الكبرى التايلاندي للدراجات النارية لعام 2020 بسبب انتشار الفيروس، وسيبقى مؤجلًا حتى توقف تفشي المرض.
تأجل معرض بانكوك الدولي الحادي والأربعين للسيارات، الذي كان مقررًا ما بين 7 مارس و 5 أبريل، وسيُعلن عن التاريخ الجديد لاحقًا.

### السياحة

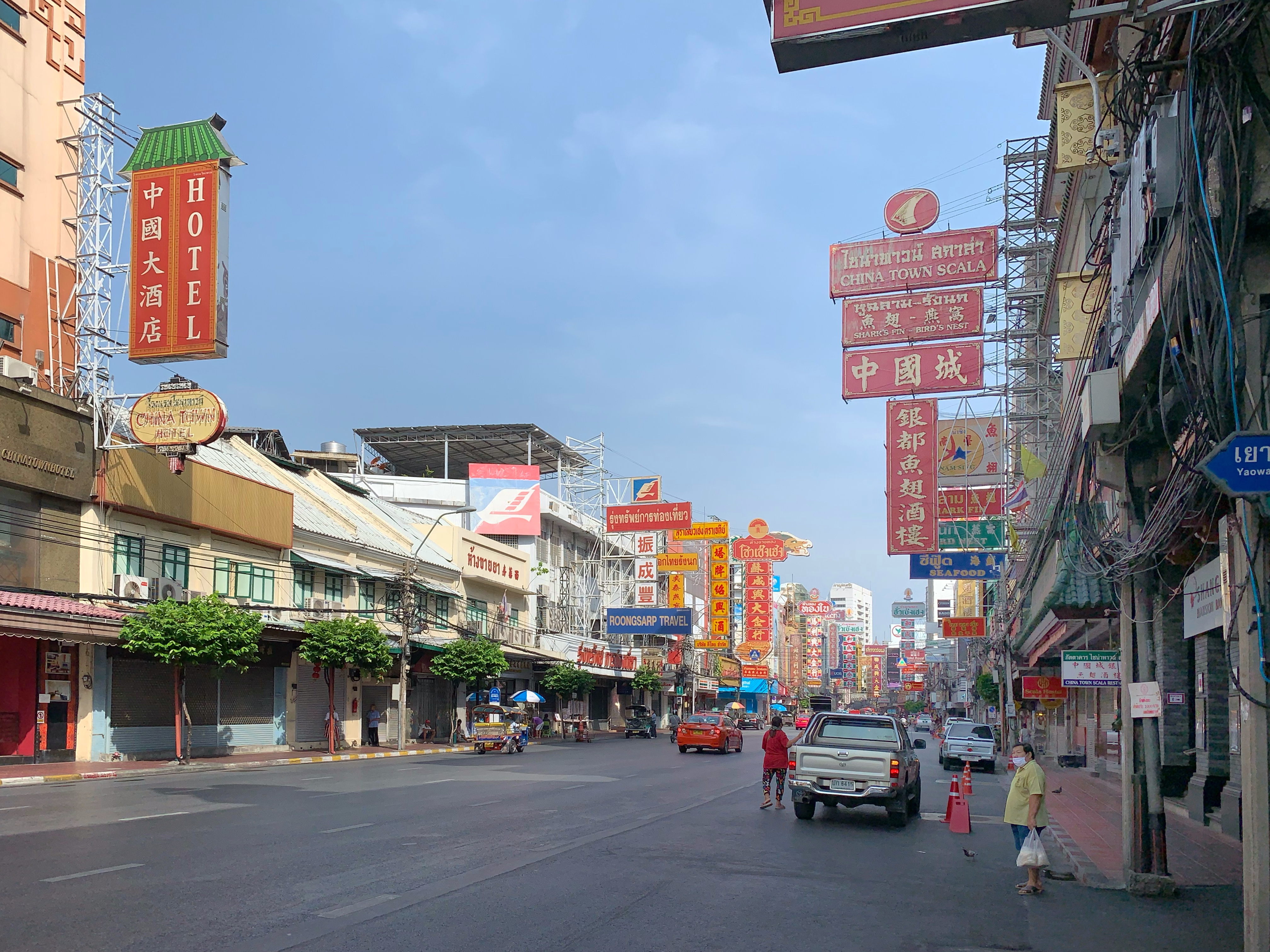
أصبح طريق ياوارات، والذي كان أحد أكثر الوجهات السياحية ازدحامًا في بانكوك، فارغًا خلال الجائحة

تأثرت السياحة في تايلاند بشدة، وهي كانت تمثل خمس الناتج المحلي الإجمالي قبل الجائحة. تتوقع هيئة السياحة في تايلاند انخفاض إجمالي عدد السائحين لعام 2020 بنسبة تصل إلى 65%. في الفترة من يناير إلى مارس، انخفض عدد السائحين الأجانب بنسبة 38% إلى 6.69 مليون. انخفض عدد الوافدين الصينيين، أكبر مصدر للسياح الوافدين، بنسبة 60% إلى 1.25 مليون. انخفض عدد السياح إلى الصفر في أبريل مع إغلاق الحدود وإلغاء معظم الرحلات الدولية منذ 4 أبريل، مقارنةً بعدد بلغ 3.2 مليون سائح وإيرادات بقيمة 4.6 مليار دولار في نفس الشهر من العام الماضي.
أُغلقت ليجند سيام، وهي مدينة ملاهي في باتايا، مؤقتًا اعتبارًا من 3 مارس بسبب نقص عدد السياح أثناء انتشار الفيروس، لكن وعدت إدارة المنتزه بإعادة تعيين جميع الموظفين عند إعادة الافتتاح.
في 16 مارس، أعلنت وزارة الصحة العامة تأجيل الأعياد والاحتفالات في سونغكران حتى إشعار آخر بعد استمرار عدد الحالات في الارتفاع. أُلغي تنظيم مهرجان سونغكران في مقاطعة خون كاين وباتايا وشاطئ بانغ ساين وباتونغ، وفقًا لإعلان كل بلدية. اتخذ رئيس مقاطعة كو فانجان سومتشاي سومونغ قرارًا بتعليق حفل رين بيتش لتجنب تجمع السياح. كان من المقرر إقامة الحفلة في ليلة البدر بتاريخ 8 مارس.

### رهاب الأجانب والعنصرية
وضع أحد المطاعم في شيانغ ماي لافتة كتب عليها «نعتذر نحن لا نستقبل زبائن من الصين. شكرًا لك» وذلك بعد أن غادر أحد زبائن المطعم عند رؤيته لمجموعة من الصينيين في الداخل. طالبت الشرطة بإزالة اللافتة، لكنها اقترحت كتابة عبارة «نفذ الطعام» باللغة الصينية. شوهدت لافتة مماثلة خارج أحد المطاعم على شاطئ آو ساني في فوكيت.
أدلى وزير الصحة أنوتين شارنفيراكول بتعليقات سلبية عن الغربيين «القذرين»، قائلًا إنهم «لا يستحمون أبدًا» ومن المرجح أن ينشروا الفيروس أكثر من الآسيويين. كانت ردود الفعل في تايلاند والمملكة المتحدة سلبية على المنشور وحُذف بسرعة. ادّعى السيد شارنفيراكول أنه غير مسؤول عن ذلك.

## انتشار ممكن لدول أخرى
كوريا الجنوبية
في 4 فبراير، شُخّصت الحالة رقم 16 في البلاد وهي امرأة كورية جنوبية، زارت بانكوك مؤخرًا في عطلة.
ألمانيا
في 4 مارس، أعلنت حكومة مدينة كولونيا عن تشخيص خمس حالات مؤكدة، منهم امرأة كانت في إجازة سابقة في تايلاند ويُعتقد أنها أُصيبت هناك.
أستراليا
في 5 مارس، أكدت حكومة كوينزلاند أن رجلًا يبلغ من العمر 81 عامًا عاد مؤخرًا من تايلاند كان اختباره لكوفيد-19 إيجابيًا وأُدخل إلى مستشفى جامعة سان شاين كوست.
الهند
في 6 مارس، أبلغت الهند عن تشخيص الحالة رقم 31، مواطن هندي له تاريخ سفر لكل من تايلاند وماليزيا.